# شهرستان بلاغ‌باشی
ناحیهٔ بلاغ‌باشی(به ازبکی: Buloqboshi tumani، بولاق‌باشی تومنی)(به روسی: Булакбашинский район) یکی از ناحیه‌های ولایت اندیجان کشور ازبکستان است.

## تقسیمات کشوری
ناحیه بلاغ‌باشی متشکل از ۱ دهستان (اندیجان) و ۵ سلساویت (شورای دهستان) به شرح ذیل تشکیل شده‌است که مجموعاً شامل ۳۱ روستا می‌شود.
- اندیجان (دهستان)
- بلاغ‌باشی
- کولا
- بلاغ‌باشی
- شیمون‌بولاغ
- مویاریق
- نعیمان[۳]

## تاریخ
این ناحیه در ۳ آوریل ۱۹۹۲ ، در جنوب استان اندیجان، تحت عنوان ناحیه در آمد.

## طبیعت
این ناحیه در شمال با ناحیه اندیجان، در شرق با ناحیه خواجه‌آباد و در جنوب یا کشور قرقیزستان، در غرب با  ناحیه ناحیه آساکا و ناحیه مرحمت هم‌مرز است. مساحت آن ۱۸۰ کیلومترمربع  می‌باشد و آب و هوای این ناحیه از نوع اقلیم قاره ای حاد است و متوسط دمای آن در ژانویه حدود -۳.۵ درجه سلسیوس و در ژولای در حدود ۲۶ درجه سلسیوس است. میزان بارش در این ناحیه در حدود ۱۸۰ الی ۱۹۰ میلیمتر در سال می‌باشد. غزال، گرگ، مارمولک، لاک‌پشت، جوجه‌تیغی،مار، روباه، و از پرندگان، کلاغ، چکاوک، هدهد، عقاب طلایی، جغد، چنگر، اردک وحشی، بلدرچین، زاغ و سار هندی از حیوانات وحشی هستند که در این ناحیه می‌توان یافت.

## جمعیت
جمعیت این ناحیه در سال ۲۰۲۴ برابر با ۱۵۳٬۱۰۰ نفر بوده‌است که عمدتاً ازبک می‌باشند. علاوه بر آن جمعیت‌هایی از تاجیک و روس و قرقیز و تاتار و قزاق و اندکی از اقوام دیگر نیز در آن زندگی می‌کنند.